# La 2,333e Dimension
La 2,333e Dimension est une bande dessinée en noir et blanc de Marc-Antoine Mathieu, le cinquième tome de la série Julius Corentin Acquefacques. Elle est sortie en 2004, neuf ans après le tome 4.

## Synopsis
Cette fois-ci, Julius C. Acquefacques est confronté à un problème grave : au cours de l'un de ses rêves, il a provoqué la perte d'un « point de fuite ». Résultat : le monde est désormais en deux dimensions, et les ingénieurs du ministère tentent alors de réinventer la 3D…

## Commentaires
Cet album est fourni avec une paire de lunettes 3D rouge et bleu pour lire certaines pages.